# 渡辺翔史
渡辺翔史（わたなべ しょうし、1988年2月16日 - ）は、日本のバトントワラー。身長180cm、体重63kg。
舞台ダンサー
舞台演出
広島県出身。高校生のときインターナショナルカップに出場し、3本のバトンを回し競い合う3バトンにおいて初出場ながら銅メダルを獲得する。その後、立命館大学立命館バトンチームに所属。世界大会にチームで出場し、2007年2008年と2年連続金メダルを獲得。2009年のインターナショナルカップでもチームで金メダル、3バトンでは銀メダルを獲得している。全日本選手権でも3バトンの部門で2009年に初代王者となり、2010年、2011年と3大会連続グランドチャンピオンとなり、日本一となる。世代ナンバーワンの3バトントワラーである。
2010年春にはマッスルミュージカルに参加し、その技術と容姿で人気を集める存在となる。
そこからプロに転向し、舞台サムライロックオーケストラを中心に、パフォーマーとしてももいろクローバーZ LIVEの出演やテレビ歌謡曲にてSMAPとともにパフォーマンスをするなど、TV、CM、イベントを中心に活動し視野を広げる。
さらに、「RA-BA-SIN」という異色系アスリートユニットを2015年に結成。SHOという名前でアーティストとして活動し、歌詞も手掛ける程の才能にも恵まれる。
2018年には、人気劇団「劇団☆新感線メタルマクベス」に出演。
バトンソルジャーに抜擢され、唯一無二の役を演じ切る。
フリーのバトントワラーとしてその他の舞台や指導、振り付けにも励んでいる。指導力にも定評があり、生徒は日本チャンピオンや日本代表選手を輩出。
また、バトントワーリングをオリンピック競技にすることを夢に掲げて、日本で唯一のバトントワーリングパフォーマンスチーム「ULTRAtwirlers」を結成し、リーダーとして、プロバトントワラー駒田圭佑とともにバトントワラーを引っ張る存在である。
2021年には舞台「wizard of サーカス」の演出脚本も手がけた。

2021年には長年公言していた夢「TOKYO2020」パラリンピックの開会式にてバトントワーリングのパフォーマンスを実現
スポンサーは「クリスタルバトン」「コラントッテ」「luxury」

## 活動歴
舞台
2010年  
マッスルミュージカル
・『Gift~スプリングバージョン~』
・『M-JUMP』
・『花魁』 JAPAN TOUR 
2011年
・バトンチャリティー公演『twirl for japan』
2012年
・愛町吹奏楽団50周年記念公演  
```
『EVOLUTION』
```

2013年
・バトントワリング公演『Chaplin』
2014年
・バトントワリング BEAT show『人間失格』
```
  京都・福岡・東京 (全9公演)
```

サムライ・ロック・オーケストラ(SRO）
2013年
『WORLD〜旋律のプリンセス〜』(全17公演)
```
 プリンス役
```

2014年 
日テレらんらんホールこけら落とし公演
(全12公演)
『WORLD～黒の王の力〜』(全18公演)
```
  プリンス役
```

2015年
『アメージングももたろう』 (全27公演)
```
  風鬼役
```

2016年
『ふしぎの国のアリス』(全23公演)
```
  マッドハッター役
```

2017年
『アメージング八犬伝』(全23公演)
```
 犬坂毛野役
```

2018年
'ONWARD presents劇団☆新幹線
『メタルマクベス 』
「disc1」7月23日～8月31日
「disc3」11月9日〜12月31日
　バトンソルジャー役
2019年
『劇団おぼんろ　ビョードロ』
ムーヴメントアクター出演
2019年
『劇団おぼんろ　かげつみのツミ』
ムーヴメントアクターリーダー
音楽活動
サムライ・ロック・オーケストラより
異色系アスリートユニット『RA-BA-SIN』
2015年5月 
デビューシングル『DREAMER』
2016年9月 
セカンドシングル『晴れのちススメ』
レギュラーラジオ
M・wave『RA-BA-SINのLovers scene』'
TV・CM
2013年
『TV火曜曲』 SMAP 「Joy!!」
```
 オープニングパフォーマンス (SK)
```

2014年
・情報番組『スッキリ！！』
・山梨放送『ＹＢＳワイドニュース』 
・山梨YBSテレビ『ててて！TV！』 
・広島ホームテレビ『H-line』 
・FBS福岡放送『めんたいワイド』 
2015年 
・296ケーブルテレビ
『296NEWSミニコーナー！』 
・日テレ
『なんでもワールドランキング！
```
  ネプ＆イモトの世界番付』
```

2016年 
・CM『21SEIKI』
・テレビ東京
『超！衝撃映像 日本人が超えてみた？！』
・南日本放送 『てゲてゲ』
パフォーマンス
・ももいろクローバーZ in 日産スタジアム
『夏のバカ騒ぎ WORLD SUMMER DIVE2…13』
『桃神祭 2016 ～鬼ヶ島～2016』
2014年
・TOKYO MX『フォンデュ！』
```
  ボクシングフェス2014 BOXEO 
```

2015年
・夢の中の体操芸術祭「DOOR』
・『手羽先サミット」 
・『SUPER WEEKEND 』
・『渋谷芸術祭』
2016年
・浦安市総合体育館20周年記念イベント
・アクティングカップ『スーパーエキシビジョン』
2018年
MAZDA zoom zoomスタジアム広島東洋カープ2018年初戦
ホームテレビ主催イベント「勝ちグセ」
スペシャルゲストパフォーマンス
2019年
東京マラソン
2020年
wizard of circus「スノーランド」
演出　脚本　主演
2021年
「TOKYO2020」パラリンピック開会式

2022年3月　日向坂46「ひな誕祭in東京ドーム」
2022年　ビッケブランカ「アイライキュー」MV出演
2022年6月　舞台「星の王子さま」蛇役　トリコ
2022年7月　豆柴の大群「間違いだらけのヒーロー」MV出演
2022年8月　よしもと「Live stand」幕張メッセ
2022年9月ダイハツヨネックスバドミントンオープンin丸善インテックアリーナ
2022年9月　日テレ「笑ってコラえて」最先端バトントワラーに密着
2022年10月　舞台「choice」大阪公演
2022年12月　舞台「星の王子さま」再演　蛇役　トリコ
2023年3月　wリーグハーフタイムショーゲスト出演
2023年10月　マーチングインオカヤマゲスト出演
2023年11月　ミュージカル「すずらん通りの青い鳥」青い鳥役

バトンイベントその他
2009年
・『DDD AER☆STER CUP』ゲスト&審査員
・『DDD BAILA BAILA in大阪』ゲスト
2014年
・『Baton On Parade』ゲスト
2016年
・浦安市総合体育館20周年記念イベント
・『カメリアフェスティバル』
・『GOOD TIMES FES2016』
雑誌・新聞
・関西バトン広報誌 one (2010年)
・ DDD international (2011年)
・ウィズバトンネット (2011・2015年)
・TOKYO HEADLINE (2014年) 
・リビング広島  (2014年) 
・中国新聞 (2014・2015年) 
・トワラーVOL.３  (2015年)
・キャンパススコープ (2016年)
・山梨スピリッツ (2016年)